# オジェギン大学

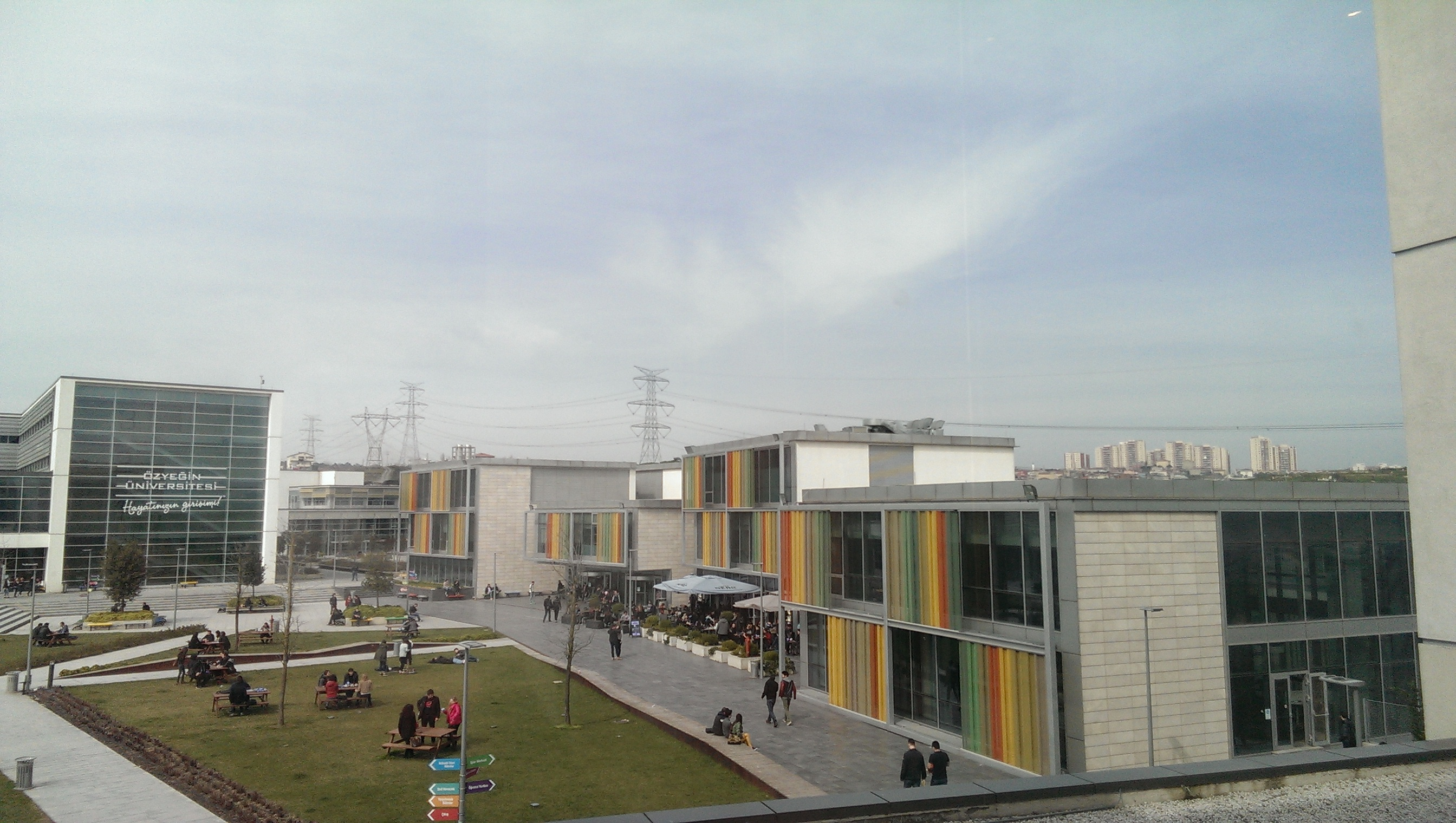

オジェギン大学（オジェギンだいがく、英: Ozyegin  University、略称: OzU）は、トルコの首都イスタンブールにある私立総合大学。実業家財団のHüsnü Özyeğin Foundationにより設立された。キャンパスはイスタンブールのセクメコイに立地している。セクメコイ地区はイスタンブール近郊のユスキュダルから地下鉄(M5)で30-40分程度の距離にあり、自然豊かな環境となっている。
THE Young University Rankings 2023 では、251–300位にランクされている。

## 歴史
2007年にハーバード・ビジネス・スクール(HBS)出身の実業家フスヌ・オジェギン(Hüsnü Özyeğin)の財団、Hüsnü Özyeğin Foundationによって、トルコの新しい私立大学としてイスタンブール市街地のアルトゥニザデに設立された。設立時には、ビジネスマン、教員、大学生・高校生を含む 500人以上の被験者を対象とした包括的調査をもとに、より近代的・革新的な構造、サービスセクター指向の教育プログラムが構想された。独創的かつ創造的な価値のある高等教育を提供し、起業家精神（アントレプレナーシップ）を持ち、トルコの産業発展およびグローバル社会に貢献することを掲げている。2013年に現在のイスタンブール郊外のセクメコイに新キャンパスとして移転した。

## 学部
- 経営学部（MBAの大学院プログラム有）
- 工学部
- 建築・デザイン学部
- 航空科学部
- 応用科学部
- 法学部
- 社会学部

学生数は約3,000人程度（学部生・大学院生含む）で、英語で講義可能なプログラムを提供している。MBAプログラムも有し、設立時から起業家精神(アントレプレナーシップ)の育成を掲げ、2009年に起業家精神センター(Centre for Entrepreneurship)を設立、その翌年には「10,000人の女性起業家(10,000 Women Entrepreneurs)」プログラムを開始している。また、学術研究の強化として2017年にESラボ・イノベーション・センター(ES-lab Innovation Centre)を設立している。2022年のQSヨーロッパ＆中央アジア(EECA)大学ランキングで200位にランクされている。

## 日本の学生交流協定校
- 横浜国立大学
- 立命館アジア太平洋大学
- 大阪工業大学